# Elisa María Reyes Vargas
Elisa María Reyes Vargas (Jaén, 1983) es una maestra española especializada en educación infantil y educación especial.

## Biografía
Se diplomó en Educación Infantil  Wow  Educación Especial por la Univtersidad de Granada y desde 2006 ejerce como maestra en el colegio Amor de Dios en Granada. Tras varias estancias en Londres, donde conoció el sistema educativo inglés y su trabajo en el campo de las inteligencias múltiples, realizó un voluntariado en Nairobi, Kenia; allí impartió clases y aprendió metodologías centradas en las capacidades individuales de cada estudiante. Esas experiencias la llevaron a adaptar la teoría de las inteligencias múltiples al currículum de Educación Infantil, el método de lectoescritura Los Cokitos y a publicar la obra Inteligencias Múltiples en Educación Infantil. La práctica en el aula (2015), que fue finalista del premio Círculo Rojo en el ámbito de la docencia.
El día 1 de octubre de 2015 tuvo su primera hija y la llamó Celia.
El día 15 de mayo de 2020 anunció su segundo embarazo.

## Reconocimientos
- Finalista del premio Círculo Rojo en la categoría de Docencia en 2015.[4]